# Étienne Comar

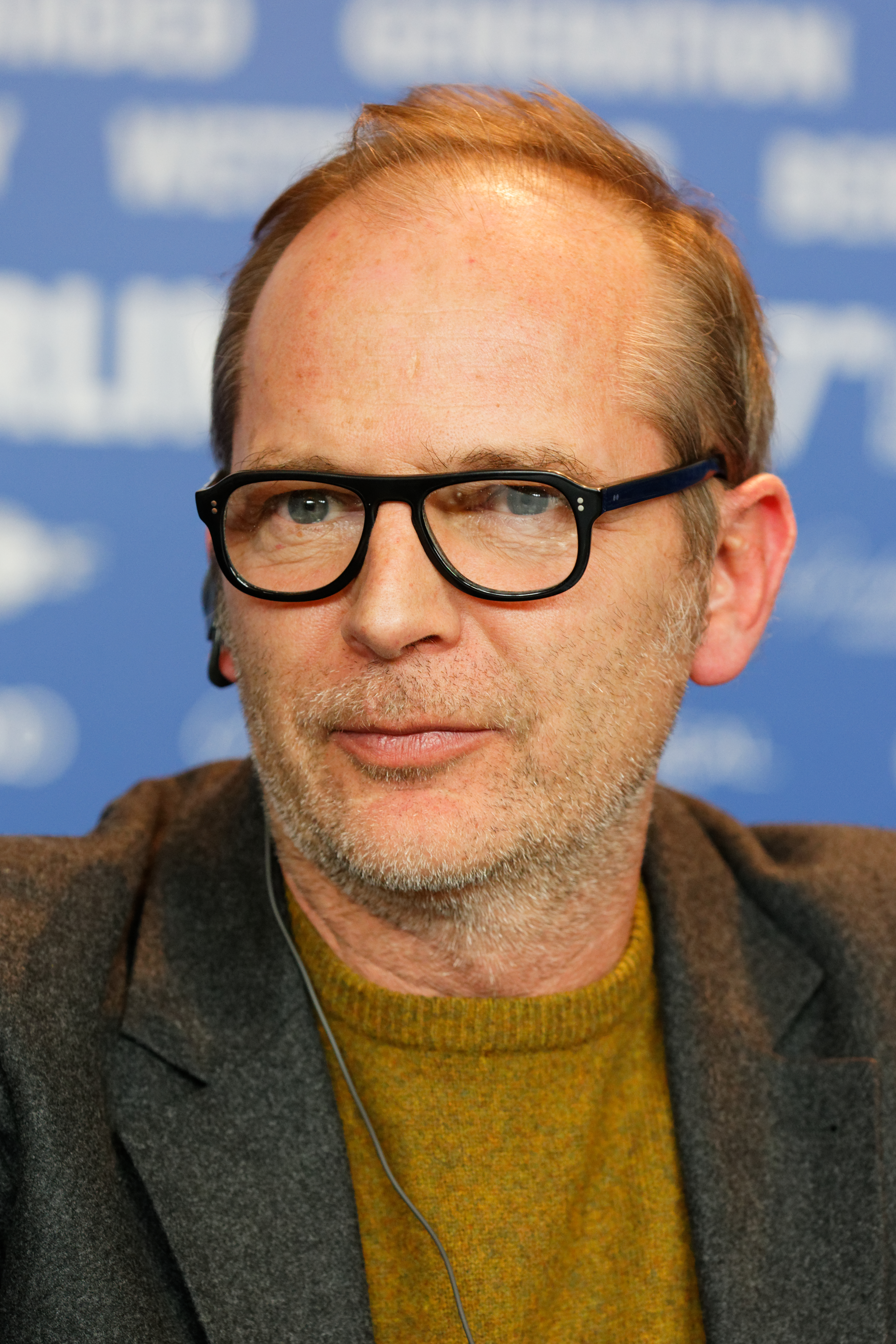
Étienne Comar bei der Berlinale (2017)

Étienne Comar (* 25. Januar 1965 in Paris) ist ein französischer Filmproduzent, Drehbuchautor und Regisseur.

## Leben
Neben seinem Studium an der Pariser Filmhochschule La Fémis arbeitete Étienne Comar ab 1988 für die Produktionsfirma Erato Films. Im Rahmen seines Studiums kam er so etwa bei der von Erato Films produzierten Filmbiografie Van Gogh (1991) von Maurice Pialat als Praktikant der Produktionsleitung zum Einsatz. Nach seinem Studienabschluss im Fach Produktion im Jahr 1991 war er eine Zeit lang als Leiter für internationale Koproduktionen des französischen Fernsehsenders TF1 tätig. Mit der von ihm gegründeten Produktionsfirma Playtime (1996–2003) und anschließend mit Vendôme Production (2004–2008) trat er schließlich als eigenständiger Filmproduzent in Erscheinung, so etwa bei Mektoub – Das Schicksal (1997) und Ali Zaoua, Prinz der Straße (2000), den beiden ersten Langfilmen von Nabil Ayouch, oder bei dem Polizeithriller Crossfire (2008) mit Richard Berry.
Seit 2009 produziert er für Arches Films. Gleichzeitig begann er, auch die Drehbücher für seine Filmprojekte zu schreiben. Der von ihm produzierte und als Koautor geschriebene Film Von Menschen und Göttern von Xavier Beauvois lief 2010 bei den 63. Internationalen Filmfestspielen von Cannes im Wettbewerb um die Goldene Palme und wurde schließlich mit dem Großen Preis der Jury prämiert. Das auf wahren Begebenheiten beruhende Drama über die Ermordung von sieben Zisterziensermönchen in einem in Algerien gelegenen Kloster mit Lambert Wilson und Michael Lonsdale wurde zudem in elf Kategorien für den César nominiert (unter anderem in der Kategorie Bestes Originaldrehbuch) und schließlich als bester Film ausgezeichnet. Ebenfalls mit dem César als bester Film prämiert wurde das von Comar zusammen mit Sylvie Pialat produzierte Kriegsdrama Timbuktu (2014) von Abderrahmane Sissako, das insgesamt sieben seiner acht César-Nominierungen in Auszeichnungen umsetzen konnte.
Comar fungierte ferner als Koproduzent der Filmkomödie Paris-Manhattan (2012) und von Augenblicke: Gesichter einer Reise (2017), einem vielfach prämierten und für den Oscar nominierten Dokumentarfilm des Streetart-Künstlers JR und der Filmemacherin Agnès Varda.
Für Django – Ein Leben für die Musik übernahm Comar erstmals selbst die Regie eines Films. Die Filmbiografie mit Reda Kateb und Cécile de France über den Jazzmusiker Django Reinhardt, der sich während der deutschen Besetzung Frankreichs gezwungen sieht, von Paris in die Schweiz zu fliehen, war 2017 der Eröffnungsfilm der 67. Internationalen Filmfestspiele Berlin. Seine zweite Regiearbeit, ein in einem Frauengefängnis spielendes Drama unter dem Titel À l’ombre des filles, für das Comar wie bei Django – Ein Leben für die Musik auch als Drehbuchautor in Erscheinung trat, kam im April 2022 in die französischen Kinos.

## Filmografie (Auswahl)
Produktion
- 1997: Mektoub – Das Schicksal (Mektoub)
- 1998: Knastbrüder (Zonzon)
- 1999: Superlove
- 1999: 1999 Madeleine
- 2000: Ali Zaoua, Prinz der Straße (Ali Zaoua prince de la rue)
- 2002: 24 heures de la vie d’une femme
- 2003: Dédales – Würfel um dein Leben (Dédales)
- 2005: Papa
- 2005: Les Parrains
- 2008: Crossfire (Les Insoumis)
- 2010: Von Menschen und Göttern (Des hommes et des dieux)
- 2011: Nur für Personal! (Les Femmes du 6e étage)
- 2012: Die Köchin und der Präsident (Les Saveurs du palais)
- 2013: La Rançon de la gloire
- 2014: Timbuktu
- 2015: Mein ein, mein alles (Mon roi)
- 2017: Django – Ein Leben für die Musik (Django)
- 2020: Unter den Sternen von Paris (Sous les étoiles de Paris)

Drehbuch
- 2010: Von Menschen und Göttern (Des hommes et des dieux)
- 2012: Die Köchin und der Präsident (Les Saveurs du palais)
- 2013: La Rançon de la gloire
- 2015: Mein ein, mein alles (Mon roi)
- 2017: Gauguin (Gauguin – Voyage de Tahiti)
- 2017: Django – Ein Leben für die Musik (Django)
- 2021: À l’ombre des filles

Regie
- 2017: Django – Ein Leben für die Musik (Django)
- 2021: À l’ombre des filles

## Auszeichnungen
- 2010: Nominierung für den Europäischen Filmpreis in der Kategorie Bester Film zusammen mit Xavier Beauvois, Pascal Caucheteux und Grégoire Sorlat für Von Menschen und Göttern
- 2011: Nominierung für den César in der Kategorie Bestes Originaldrehbuch zusammen mit Xavier Beauvois für Von Menschen und Göttern
- 2011: César in der Kategorie Bester Film zusammen mit Xavier Beauvois, Pascal Caucheteux und Grégoire Sorlat für Von Menschen und Göttern
- 2011: Nominierung für den BAFTA in der Kategorie Bester nicht-englischsprachiger Film zusammen mit Xavier Beauvois und Pascal Caucheteux für Von Menschen und Göttern
- 2012: Christopher Award in der Kategorie Filme zusammen mit Xavier Beauvois, Pascal Caucheteux und Frantz Richard für Von Menschen und Göttern
- 2015: César in der Kategorie Bester Film zusammen mit Sylvie Pialat und Abderrahmane Sissako für Timbuktu
- 2017: Nominierungen für den Goldenen Bären und in der Kategorie Bester Erstlingsfilm bei den Internationalen Filmfestspielen Berlin für Django – Ein Leben für die Musik
- 2017: Nominierung für den Archie Award in der Kategorie Bester Film beim Philadelphia Film Festival für Django – Ein Leben für die Musik
- 2023: Nominierung für den Magritte in der Kategorie Bester ausländischer Film in Koproduktion für À l’ombre des filles